# Anseris Mons
Der Anseris Mons ist ein Berg nichtvulkanischen Ursprungs auf dem Mars. Er steht bei 29,8° S und 86,6° O am Nordostrand des Hellas-Beckens. Sein Durchmesser beträgt 52,5 km. Seinen Namen erhielt er im Jahr 1991 nach dem Stern Anser.